# Touré
Touré ist ein afrikanischer Familienname.

## Namensträger

### A
- Abdoul Touré (* 1990), malischer Fußballspieler
- Abdoul Karim Touré († 2020), malischer Fußballspieler
- Abdoulaye Touré (Politiker) (ca. 1920–1985), guineischer Politiker
- Abdoulaye Touré, guineischer Fußballspieler
- Abdoulaye Touré (* 1994), guineischer Fußballspieler
- Adama Touré (Politiker, PAI) (1936–2012), Politiker aus Burkina-Faso
- Ahmadou Touré (* 1958), malischer Politiker
- Ahmed Touré (Schiedsrichter) (* 1978), guineischer Fußballschiedsrichter
- Ahmed Touré (Fußballspieler) (* 1987), ivorisch-burkinischer Fußballspieler
- Ahmed Sékou Touré (1922–1984), guineischer Politiker, Präsident 1958 bis 1984
- Aissata Toure (* 1990), guineische Sprinterin
- Alassane Touré (* 1984), malischer Fußballspieler
- Ali Farka Touré (1939–2006), malischer Musiker
- Almamy Touré (* 1996), malischer Fußballspieler
- Amadou Touré (Fußballtrainer), nigrischer Fußballtrainer
- Amadou Touré (Fußballspieler, 1982) (* 1982), burkinischer Fußballspieler
- Amadou Touré (Fußballspieler, 1994) (* 1994), burkinischer Fußballspieler
- Amadou Toumani Touré (1948–2020), malischer Politiker, Präsident 2002 bis 2012
- Amara Touré, ivorischer Politiker
- Aminata Touré (Politikerin, 1962) (* 1962), senegalesische Politikerin (APR)
- Aminata Touré (Politikerin, 1992) (* 1992), deutsche Politikerin (Bündnis 90/Die Grünen)
- Aminatou Maïga Touré (* 1955), nigrische Diplomatin und Politikerin
- Andrée Touré (* 1934), guineische Präsidentengattin
- Ansu Touré (* 1981), liberianischer Fußballspieler
- Assimiou Touré (* 1988), togoischer Fußballspieler
- Assita Touré (* 1992), ivorische Schwimmerin

### B
- Baba Touré († 2012), tschadischer Fußballspieler
- Babacar Touré (Basketballspieler) (* 1985), senegalesischer Basketballspieler
- Babacar Touré (Fußballspieler) (* 1988), mauretanischer Fußballspieler
- Bako Touré (1939–2001), malischer Fußballspieler
- Bassala Touré (* 1976), malischer Fußballspieler
- Bazoumana Touré (* 2006), ivorischer Fußballspieler
- Ben Hamed Touré (* 2003), ivorischer Fußballspieler
- Birama Touré (* 1992), malischer Fußballspieler
- Blati Touré (* 1994), burkinischer Fußballspieler
- Bounama Touré (1953–2016), senegalesischer Ringer

### C
- Camara Touré, guineischer Fußballspieler
- Cheikh Touré (* 1970), senegalesischer Weitspringer
- Chérif Touré-Maman (* 1981), togoischer Fußballspieler

### D
- Daby Touré (* 1971), mauretanischer Musiker
- Demba Touré (* 1984), senegalesischer Fußballspieler
- Djeneba Touré (* 1996), österreichische Leichtathletin
- Doudou Toure (* 1991), mauretanischer Fußballspieler

### E
- El Bilal Touré (* 2001), malischer Fußballspieler
- El Hadji Ibrahim Touré (* 1983), äquatorialguineischer Fußballspieler

### F
- Fandje Touré (* 2002), guineischer Fußballspieler
- Fatalmoudou Touré (* 1963), malische Leichtathletin
- Fatimata Touré (* 1956), malische Frauenrechtsaktivistin
- Fodé Ballo-Touré (* 1997), französischer Fußballspieler

### G
- Gnima Touré (* 1975), senegalesische Leichtathletin

### H
- Hamadoun Touré, malischer Journalist und Politiker
- Hunde Toure (* 1943), äthiopischer Geher

### I
- Ibrahim Touré (Fußballspieler, 1985) (1985–2014), ivorischer Fußballspieler
- Ibrahim Touré (Fußballspieler, 1999) (* 1999), burkinischer Fußballspieler
- Ibrahim Sory Touré (1970–1996), malischer Fußballspieler
- Ibrahima Touré (* 1985), senegalesischer Fußballspieler
- Idrissa Touré (* 1998), deutscher Fußballspieler

### J
- José Touré (* 1961), französischer Fußballspieler

### K
- Kadiatou Touré (* 1983), malische Basketballspielerin
- Karidja Touré (* 1994), französische Filmschauspielerin
- Keme Bourema Touré († 1888), guineischer General
- Kitia Touré (* 1956), burkinischer Regisseur
- Kolo Touré (* 1981), ivorischer Fußballspieler und -trainer

### L
- Lamine Touré (* 2003), senegalesischer Fußballspieler
- Larsen Touré (* 1984), guineischer Fußballspieler

### M
- Madina Touré (* 2002), burkinische Sprinterin
- Mahamane Toure (Fußballspieler) (* 2000), malischer Fußballspieler
- Mamam Cherif Touré (* 1978), togoischer Fußballspieler
- Mame Ibra Touré (* 1971), senegalesischer Fußballspieler
- Mamignan Touré (* 1994), französische Basketballspielerin
- Mbemba Touré, burkinischer Fußballspieler
- M’Bemba Touré (* 1998), guineischer Fußballspieler
- Mohamed Touré (* 2004), australischer Fußballspieler
- Mohamed Kader Touré (* 1979), togoischer Fußballspieler
- Moussa Touré (* 1958), senegalesischer Filmregisseur, Drehbuchautor und Filmproduzent
- Moussa Touré (Fußballspieler) (* 1974), burkinischer Fußballspieler

### N
- Nafi Touré (* 1971), senegalesische Fechterin
- Nani Touré (eigentlich Idrissa Touré; 1938–2018), malischer Fußballspieler und -trainer

### O
- Odégbami Touré, guineischer Fußballspieler
- Oumar Touré (Fußballspieler, 1954) (* 1954), senegalesischer Fußballspieler
- Oumar Touré (Schwimmer) (* 1996), malischer Schwimmer
- Oumar Touré (Fußballspieler, 1998) (* 1998), guineischer Fußballspieler
- Oumou Touré (* 1988), senegalesische Basketballspielerin
- Ousmane Touré, burkinischer Fußballspieler

### P
- Pape Amadou Touré (* 1991), senegalesischer Fußballspieler

### S
- Samory Touré (um 1830–1900), westafrikanischer Militärführer
- Sékou Touré (Fußballspieler, 1934) (1934–2003), ivorischer Fußballspieler
- Sékou Touré (Fußballspieler, 1969) (* 1969), guineischer Fußballspieler
- Sékou Touré (Fußballspieler, 1981) (* 1981), ivorischer Fußballspieler
- Sherif Touré (* 1981), togoischer Fußballspieler
- Sidi Bakari Touré, guineischer Fußballspieler
- Sidi Bekaye Touré, malischer Fußballspieler
- Sidya Touré (* 1945), guineischer Politiker
- Siere Hadrien Touré, malischer Fußballspieler
- Souleymane Touré, guineischer Fußballspieler
- Souleymane Isaak Touré (* 2003), französischer Fußballspieler
- Sylla M’Mah Touré (* 1978), guineische Sprinterin

### T
- Thomas Touré (* 1993), ivorischer Fußballspieler
- Tidiane Touré (* 2004), französisch-deutscher Fußballspieler

### V
- Vakaba Touré († 1858), ivorischer Stammesführer
- Vieux Farka Touré (* 1981), malischer Sänger und Gitarrist
- Vizir Touré (* 1980), beninischer Fußballspieler

### Y
- Yacouba Touré, burkinischer Fußballspieler
- Yannick Touré (* 2000), Schweizer Fußballspieler
- Yaya Touré (* 1983), ivorischer Fußballspieler
- Younoussi Touré (1941–2022), malischer Politiker
- Youssouf Touré (* 1986), guineischer Fußballtorhüter

### Z
- Zargo Touré (* 1989), senegalesischer Fußballspieler